# Світязь (поїзд)
«Свíтязь» — нічний швидкий фірмовий пасажирський потяг 2-го класу  Львівської залізниці сполученням Ковель — Київ — Ковель.

## Історія
Раніше потяг курсував під № 670/669, курсував за маршрутом Ковель — Ківерці — Луцьк — Здолбунів — Шепетівка — Козятин I — Київ і називався "СВІТЯЗЬ", а далі змінив номер на № 364/363, що прискорили рух потяга. Час в дорозі потяг становив близько 12 годин (після зміни на № 364), далі змінив ще раз номер на № 98/97, що прискорив рух на 2 години і становив вже 10 годин.
До травня 2012 року потяг Ковель-Київ здійснював рейси зміненим маршрутом через станції Ківерці, Луцьк, Рівне, Здолбунів, Шепетівка, Полонне, Козятин I, Фастів I. У зв'язку з роботами на залізничному коридорі Київ — Козятин I — Шепетівка — Здолбунів — Львів до ЄВРО-2012 маршрут змінився. 
З кінця травня 2012 року, замість стоянок у Полонному, Чуднові-Волинському, Бердичеві і Козятині зупиняється у Звягелі та Коростені. Такий маршрут дає можливість зекономити певний час. Також була введена додаткова зупинка у межах міста Києва на станції Святошин для підвищення доступності та зручності залізничного транспорту в столиці України:
|  | Введення додаткових зупинок дозволить пасажирам економити час і швидше приїхати до місць призначення |

На залізничній станції Святошин пасажири потягів далекого сполучення львівського та коростенського напрямків зможуть пересісти на однойменну станцію Київського метрополітену і скористатися численними тролейбусними і автобусними маршрутами.
З 18 березня по 3 червня 2020 не курсував через COVID-19, але потім курсував через день
Вперше на літній період 2019 року маршрут потяга подовжено від станції Київ-Пасажирський до станції Одеса-Головна (в розкладі руху вказано під № 291/294)

## Інформація про курсування
Потяг «Світязь» курсує цілий рік, щоденно. На маршруті руху здійснює зупинки на 15 проміжних станціях Голоби, Рожище, Ківерці (зміна напряму руху), Луцьк (зміна напряму руху), Ківерці, Клевань, Рівне, Здолбунів, Острог, Кривин, Славута I, Шепетівка, Звягель I, Коростень, Святошин.
| Розклад руху потяга «Світязь» з 10 грудня 2023 | Розклад руху потяга «Світязь» з 10 грудня 2023 | Розклад руху потяга «Світязь» з 10 грудня 2023 | Розклад руху потяга «Світязь» з 10 грудня 2023 | Розклад руху потяга «Світязь» з 10 грудня 2023 |
| Прибуття                                       | Відправлення                                   | Станції призначення                            | Прибуття                                       | Відправлення                                   |
| ---------------------------------------------- | ---------------------------------------------- | ---------------------------------------------- | ---------------------------------------------- | ---------------------------------------------- |
| —                                              | 19:05                                          | Ковель                                         | 08:28                                          | —                                              |
| 21:11                                          | 21:33                                          | Луцьк                                          | 06:17                                          | 06:40                                          |
| 06:04                                          | —                                              | Київ                                           | —                                              | 21:56                                          |

Зокрема, в святковий період призначається додатковий потяг № 197/198 Київ — Ковель
| Розклад руху додаткового потяга | Розклад руху додаткового потяга | Розклад руху додаткового потяга | Розклад руху додаткового потяга | Розклад руху додаткового потяга |
| Прибуття                        | Відправлення                    | Станції призначення             | Прибуття                        | Відправлення                    |
| ------------------------------- | ------------------------------- | ------------------------------- | ------------------------------- | ------------------------------- |
| —                               | 11:27                           | Ковель                          | 15:11                           | —                               |
| 14:06                           | 14:15                           | Рівне                           | 12:51                           | 12:58                           |
| 15:56                           | 15:58                           | Шепетівка                       | 10:57                           | 10:59                           |
| 20:45                           | —                               | Київ                            | —                               | 06:17                           |

Вперше на літній період 2019 року маршрут потяга подовжено від станції Київ-Пасажирський до станції Одеса-Головна (в розкладі руху вказано під № 291/294).

## Склад потяга
У курсуванні три склади потяга № 98/97 «Світязь» Ковель — Київ — Ковель у спільному обороті з поїздом № 128/127 Ковель — Харків — Ковель. Приписані до вагонного депо ЛВЧД-14 Ковель. 
Склад потяга Ковель — Київ налічує 18 вагонів:
- 10 плацкартних;
- 7 купейних;
- 1 вагон класу «Люкс».

Нумерація вагонів з Ковеля — з хвоста потяга, з Києва по прибутті/відправленні — із західної сторони вокзала.
Багажний вагон курсує з Києва щовівторка у хвості потяга, з Ковеля — щосереди в голові потяга.
Курсує від станції Київ-Пасажирський до Здолбунова, у два напрямки, з електровозами ЧС4, ЧС8 або ДС3; від станції Здолбунів до Ковеля, у два напрямки, з локомотивами ЧС4, ЧС8; від Києва до Шепетівки, у два напрямки, локомотивними бригадами депо Шепетівка-1; від станції Шепетівка до Ковеля, у два напрямки, локомотивними бригадами депо Ковель.
Постачання у вагони води та видалення сміття на станціях Ковель та Київ. Потяг змінює напрямок два рази: на станції Ківерці і на станції Луцьк.

## Додаткове курсування разового сполучення
Напередодні, а також після свят призначаються додаткові денні поїзди № 198 Ковель — Київ та № 197 Київ — Ковель. Вони здійснюють стоянку у Ківерцях, Рівному, Здолбунові. Додатковий поїзд № 198/197 рухається магістраллю Ковель — Здолбунів — Шепетівка — Козятин — Київ.
| Розклад руху додаткового поїзда | Розклад руху додаткового поїзда | Розклад руху додаткового поїзда | Розклад руху додаткового поїзда | Розклад руху додаткового поїзда |
| Прибуття                        | Відправлення                    | Станції призначення             | Прибуття                        | Відправлення                    |
| ------------------------------- | ------------------------------- | ------------------------------- | ------------------------------- | ------------------------------- |
| —                               | 10:20                           | Ковель                          | 16:17                           | —                               |
| 14:16                           | 14:26                           | Рівне                           | 12:50                           | 12:55                           |
| 20:05                           | —                               | Київ                            | —                               | 06:47                           |

## Події
У ніч на 5 листопада 2019 рік електровоз ЧС8 загорівся на перегоні Ірпінь - Біличі.
17 грудня 2020 року у пасажира вкрали близько 12 тис. доларів і замінили на сувенірні долари.

## Галерея

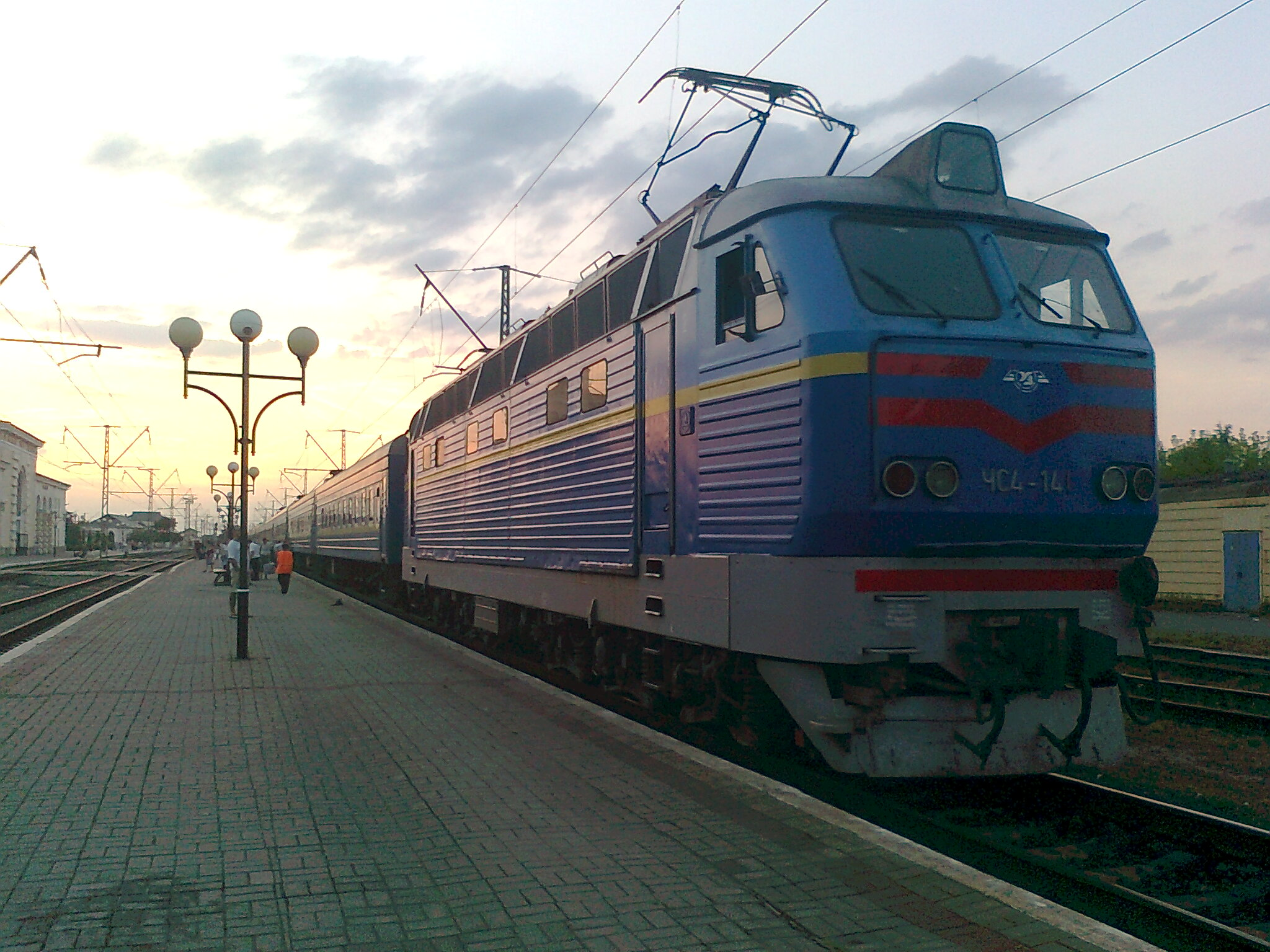
Потяг на станції Ковель
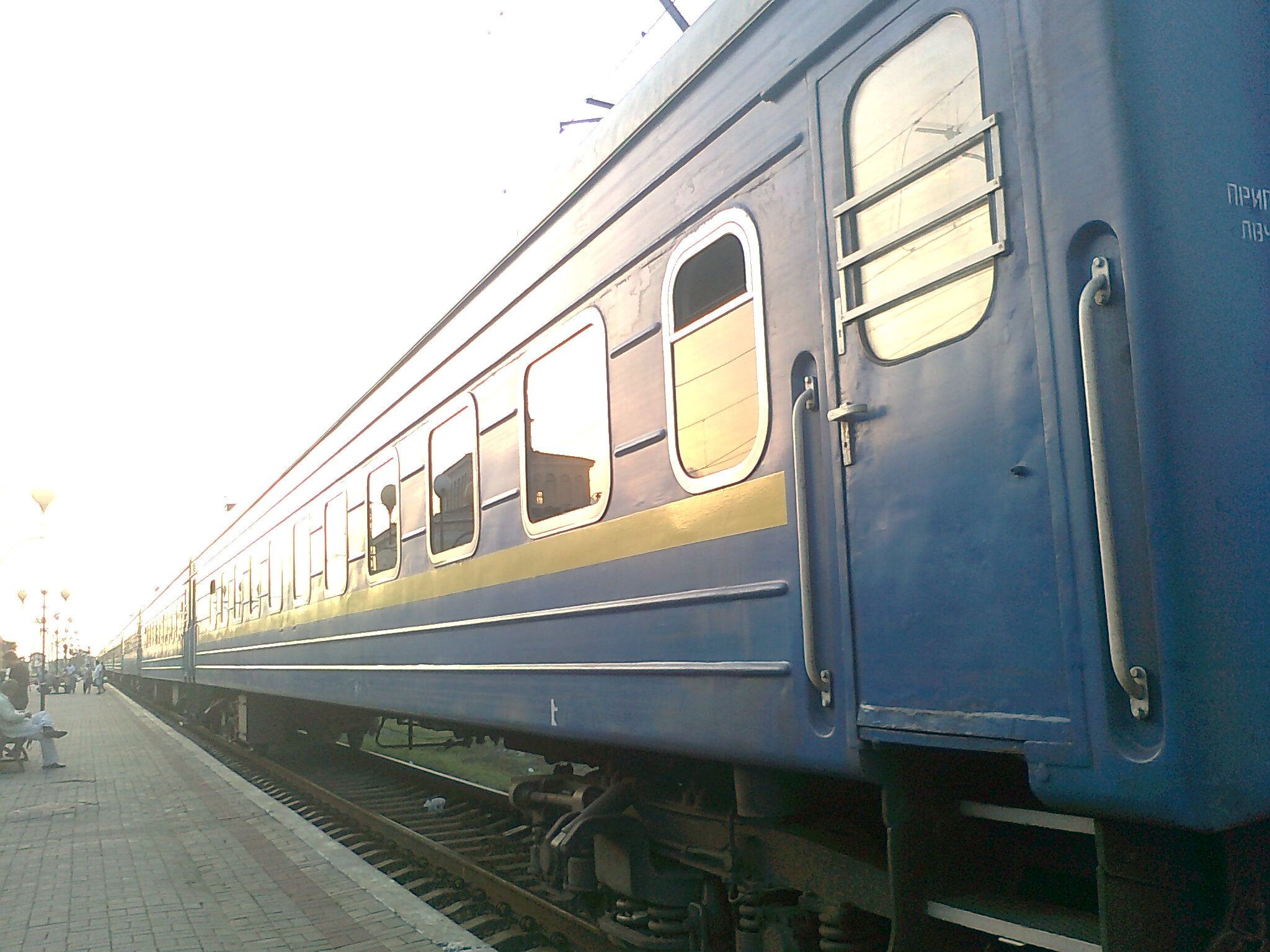
Плацкартний вагон
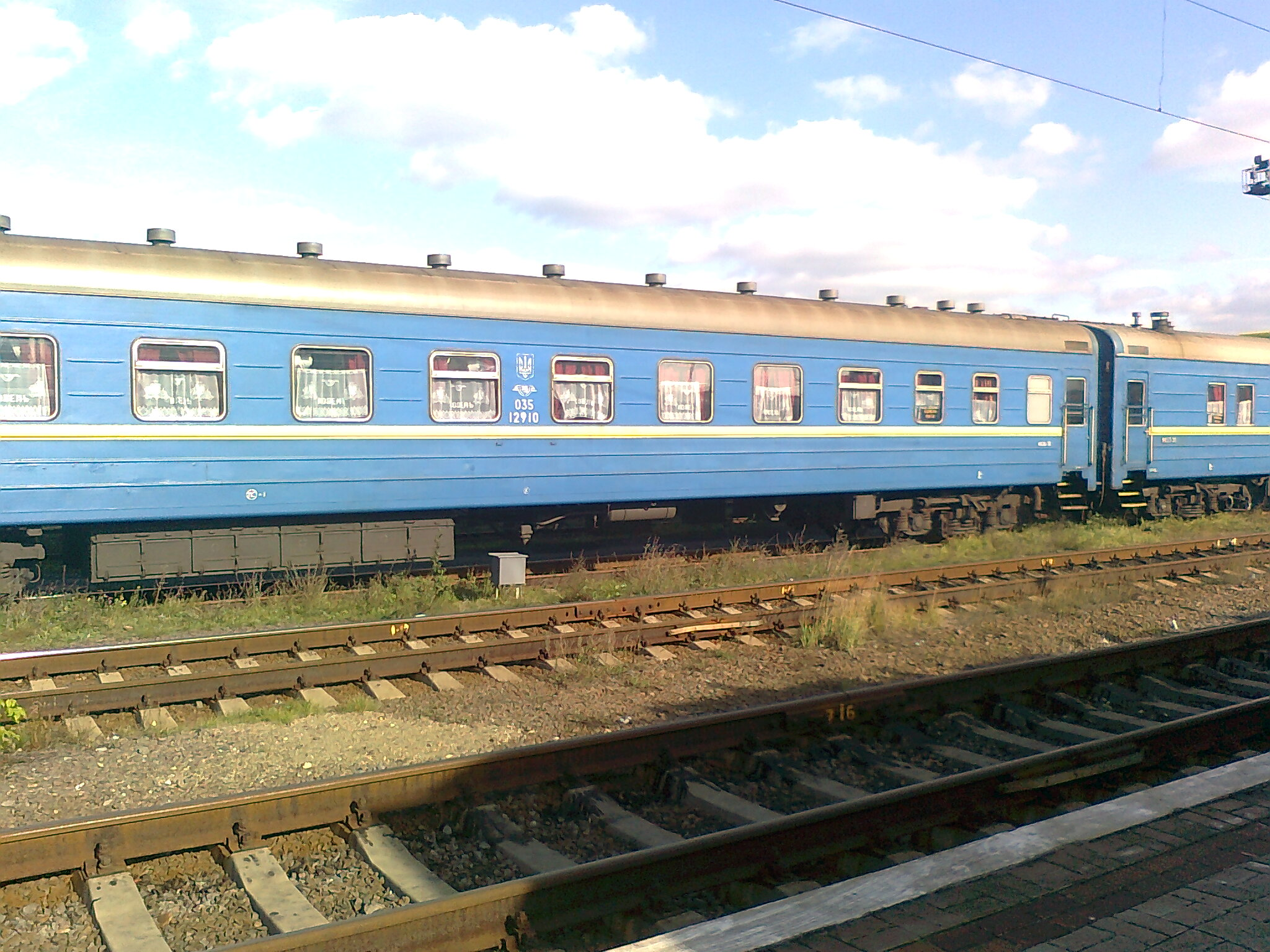
Купейний вагон
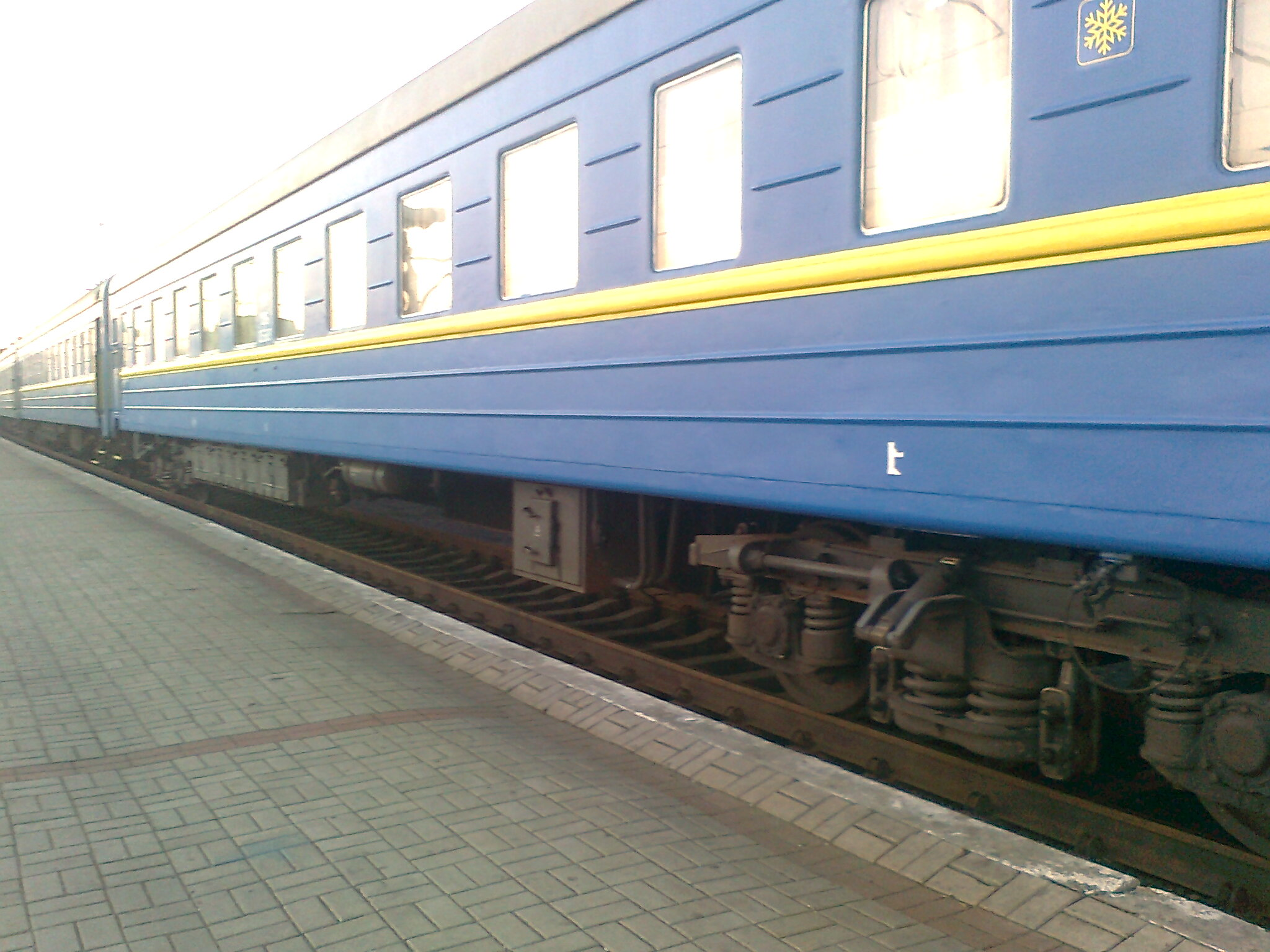
Купейний вагон
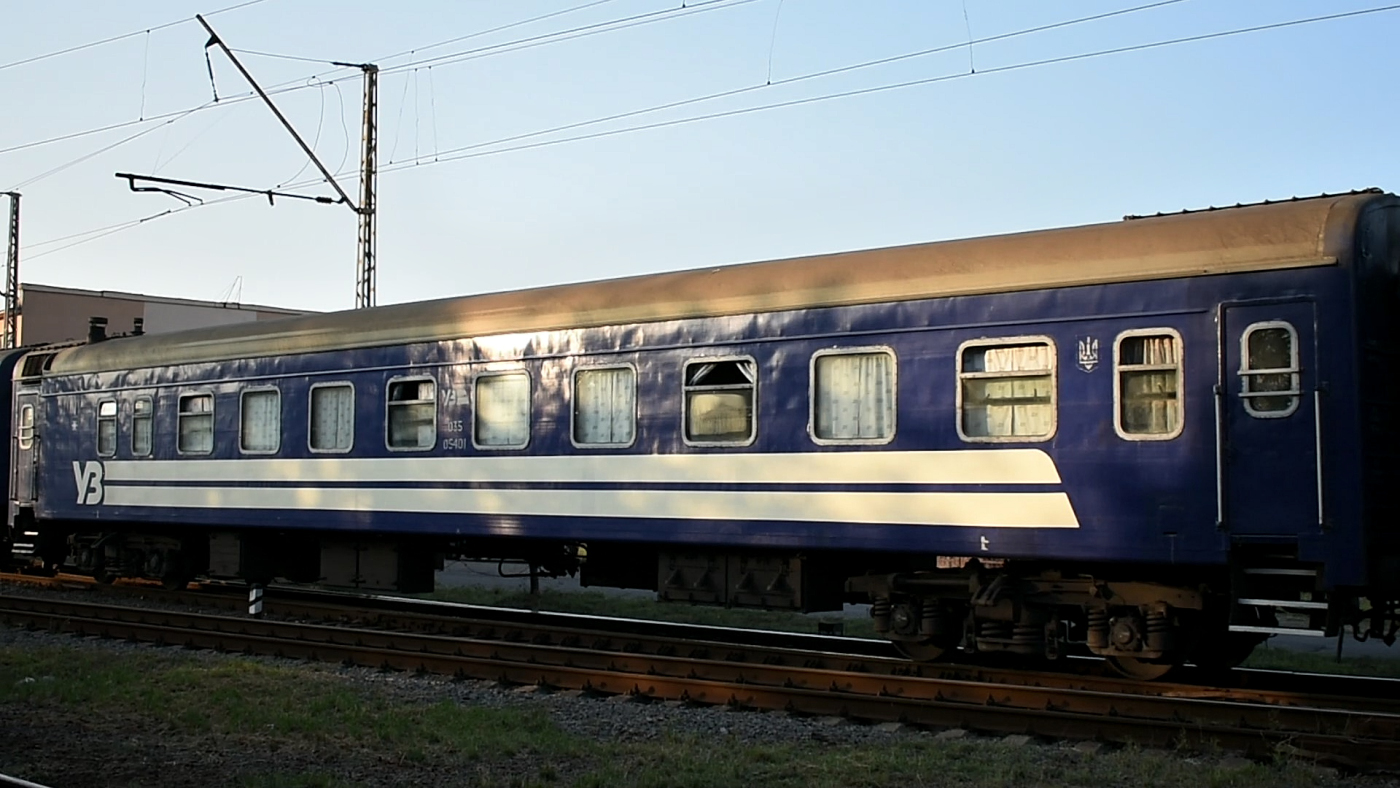
Вагон класу люкс